# Anikv
Анна Кареновна Онанова или Анна Кареновна Пурцен (род. 29 апреля 1995 года, Тбилиси, Грузия), более известная под псевдонимом Anikv (рус. Аника) — мультижанровый музыкальный исполнитель и автор песен.

## Биография и музыкальная карьера
Родилась 29 апреля 1995 года в Тбилиси, Грузия. По национальности наполовину грузинка, наполовину армянка. В подростковом возрасте познакомилась с компанией панк-рокеров, с которыми создала первую музыкальную группу и исполняла авторскую музыку в небольших заведениях. Училась в Московском государственном университете технологий и управления.
В 2019 году принимала участие в кастинге проекта «Песни» телеканала ТНТ во втором сезоне и попала в команду Басты. Исполнив трек «Ballerina», в финальную четверку Anikv не вошла, но продолжила сотрудничество с творческим объединением «Газгольдер». В том же году выступала на музыкальном фестивале «Пикник „Афиши“».
15 мая 2020 года состоялась премьера дебютного альбома «Старше».
4 декабря 2020 года вышел первый мини-альбом певицы «Киносеанс».
3 марта 2023 года состоялась премьера второго альбома певицы Broken Season, ставший эксклюзивом на платформе VK Музыка

## Дискография

### Студийные альбомы
| Название      | Детали                                                                            |
| ------------- | --------------------------------------------------------------------------------- |
| «Старше»      | - Релиз: 15 мая 2020 - Лейбл: Gazgolder - Формат: цифровая дистрибуция, стриминг  |
| Broken Season | - Релиз: 3 марта 2023 - Лейбл: Gazgolder - Формат: цифровая дистрибуция, стриминг |

### Мини-альбомы
| Название    | Детали                                                                              |
| ----------- | ----------------------------------------------------------------------------------- |
| «Киносеанс» | - Релиз: 4 декабря 2020 - Лейбл: Gazgolder - Формат: цифровая дистрибуция, стриминг |

### Синглы
| Год                                                                                          | Сингл                                          | Высшая позиция в чартах | Высшая позиция в чартах    |
| Год                                                                                          | Сингл                                          | Литва AGATA Топ-100     | Россия Billboard RUS Songs |
| -------------------------------------------------------------------------------------------- | ---------------------------------------------- | ----------------------- | -------------------------- |
| 2018                                                                                         | Bad Lines                                      | —                       | ×                          |
| 2018                                                                                         | Damn                                           | —                       | ×                          |
| 2019                                                                                         | «Мис ю»                                        | —                       | ×                          |
| 2019                                                                                         | «Ламбада» (при участии Smoky D)                | —                       | ×                          |
| 2019                                                                                         | «Яд»                                           | —                       | ×                          |
| 2019                                                                                         | Be Myself (при участии Кирилла Медникова)      | —                       | ×                          |
| 2019                                                                                         | Virgin School Love                             | —                       | ×                          |
| 2019                                                                                         | Ballerina                                      | —                       | ×                          |
| 2019                                                                                         | «Ярко»                                         | —                       | ×                          |
| 2019                                                                                         | «Женщина плачет»                               | —                       | ×                          |
| 2020                                                                                         | «Путаница»                                     | —                       | ×                          |
| 2020                                                                                         | «Меня не будет» (при участии Saluki)           | —                       | ×                          |
| 2020                                                                                         | Criminal                                       | —                       | ×                          |
| 2020                                                                                         | «Было или нет»                                 | —                       | ×                          |
| 2020                                                                                         | «До свидания»                                  | —                       | ×                          |
| 2021                                                                                         | «Слёз из хрусталя»                             | —                       | ×                          |
| 2021                                                                                         | «О чём мечтать?»                               | —                       | ×                          |
| 2021                                                                                         | «Там где хорошо»                               | —                       | ×                          |
| 2021                                                                                         | «ВПНП» (при участии Vacío)                     | —                       | ×                          |
| 2022                                                                                         | «Огни» (при участии Saluki)                    | —                       | 12                         |
| 2022                                                                                         | «Тесно» (совм. с Aarne и Bushido Zho)          | 51                      | ×                          |
| 2022                                                                                         | Secret                                         | —                       | ×                          |
| 2023                                                                                         | «БЕГИ ОТ МЕНЯ» (совм. с Kai Angel и 9mice)     | —                       | ×                          |
| 2023                                                                                         | «слов больше нет»                              | —                       | ×                          |
| 2024                                                                                         | «Слов Больше Нет (Remix)» (при участии Biicla) | —                       | ×                          |
| 2024                                                                                         | SPORT (при участии Элджея)                     | —                       | ×                          |
| 2024                                                                                         | softcore                                       | —                       | ×                          |
| 2025                                                                                         | bad romance                                    | —                       | ×                          |
| 2025                                                                                         | GPT (при участии Элджея)                       | —                       | ×                          |
| Символ «—» означает, что сингл не попал в чарт; символ «×» означает, что чарт был неактивен. |                                                |                         |                            |

### Участие в релизах других исполнителей
| Год  | Трек                   | Артист                | Альбом             |
| ---- | ---------------------- | --------------------- | ------------------ |
| 2019 | «Алый»                 | Saluki                | «Властелин калек»  |
| 2019 | «Понт»                 | Saluki                | «Властелин калек»  |
| 2020 | «Поколение Х»          | Баста, Noize MC       | «Баста 40»         |
| 2020 | «Белый флаг»           | 104                   | «Кино без сигарет» |
| 2020 | «Не плачешь»           | Osa, N1ky             | Replexia           |
| 2020 | «I Wanna Feel Alright» | Gorilla Zippo, Richie | Live in Miami      |
| 2021 | «Закрытый клуб»        | M’Dee                 | Внеальбомный сингл |
| 2021 | «Лавэ»                 | Saluki, 104, Билик    | «Стыд или слава»   |
| 2021 | «Гори (Remix)»         | Lizer                 | Внеальбомный сингл |
| 2021 | «Rick James»           | Markul                | Sense of Human     |
| 2022 | «Зонт»                 | Федук                 | Внеальбомный сингл |
| 2022 | «Тесно»                | Aarne                 | AA Language        |
| 2022 | «Дорога»               | Saluki                | «Поколение брат»   |
| 2023 | «1000 Rad»             | Saluki, Markul        | Wild East          |
| 2023 | «Друзья»               | Lil Krystalll         | Kristina           |
| 2025 | «Молчать»              | OG Buda               | SZN                |

## Видеография
| Год  | Трек                                 | Режиссёр           |
| ---- | ------------------------------------ | ------------------ |
| 2019 | «Ярко»                               | Олег Че            |
| 2020 | «Меня не будет» (при участии Saluki) | Олег Че            |
| 2021 | «Были мы»                            | Миласлава Выборных |
| 2022 | ENF.                                 |                    |
| 2023 | БОЛЬШЕ (feat. LIL KRYSTALLL)         | @malbecula         |
| 2023 | ТАЮ (feat. MAYOT)                    | Alexander Sambur   |